# Nissan Cherry
Der Nissan Cherry (ursprünglich Datsun Cherry) ist ein von 1970 bis 1987 gebauter PKW der unteren Mittel-, oder Kompaktklasse, des japanischen Automobilherstellers Nissan. Der Name „Cherry“ ist eine Anspielung auf das Herkunftsland des Fahrzeugs Japan, das für sein Kirschblütenfest bekannt ist. Die Entwicklung der Modellreihe wurde ursprünglich von der Prince Motor Company begonnen, die ein Massenmobil mit Frontmotor und Frontantrieb plante. Nachdem Nissan im Jahr 1966 Prince übernommen hatte, wurde beschlossen, aus den Plänen ein Fahrzeug für Datsun zu entwickeln, um das Angebot von Datsun als Massenhersteller oberhalb des Datsun Sunny und unterhalb des Datsun Bluebird zu ergänzen. In Japan waren damals unterschiedliche Händlernetze eines Herstellers üblich. Bei Nissan waren dies damals der Sunny Shop und der Bluebird Store. Der Sunny Shop stand für einfachst ausgestattete Modelle und der Bluebird Store für höher ausgestattete Modelle einschließlich des einzigen PKW, der damals als Nissan verkauft wurde, des Oberklassenmodells Nissan Cedric. Da Prince fast nur PKW der Oberklasse produzierte, musste also eine Neupositionierung stattfinden. Noch vor Erscheinen des Cherry wurde daher die Cherry Branch geschaffen, wo der Käufer nun die Fahrzeuge mit mittlerem Ausstattungsniveau erwerben konnte, während Oberklasse-Modelle sowie Sportwagen und Coupes über den Nissan-Prince Store vertrieben wurden.
Bei Markteintritt des Cherry im Herbst 1970 wurde dieser jedoch zuerst über ausgewählte Händler im sogenannten Nissan Cherry Shop vertrieben. Wenig später gab es dann neben diesem nur noch den Nissan Satio Shop für den bisherigen Sunny Shop, den Nissan Bluebird Shop und den Nissan Store für die Oberklasse.
Der Cherry wurde kurz nach den Erscheinen je nach Motorgröße als Datsun 100A oder Datsun 120A in einige europäische Länder wie die Benelux-Länder, Skandinavien oder Großbritannien exportiert. Ab 1972 gab es ihn als Datsun Cherry auch in Deutschland. Ab 1978 entsprach der Cherry dem auf dem japanischen Heimatmarkt und dem in Nordamerika angebotenen Nissan Pulsar, der aber in Europa nicht unter der Marke Nissan, sondern weiterhin als Datsun Cherry angeboten wurde.
Es gab den Cherry als drei- sowie fünftürige Schräghecklimousine, außerdem die ersten drei Generationen auch als 3-türiges Coupé und als Kombi. Erst die letzte in Europa ab Mitte 1982 angebotene Generation wurde dann als Nissan Cherry vermarktet. Unter diesem Namen wurde sie auch auf dem Heimatmarkt angeboten, parallel zu den übrigen Versionen des Nissan Pulsar. Eine Kooperation zwischen Nissan und Alfa Romeo brachte den Arna hervor, der in einigen europäischen Ländern wie zum Beispiel in Österreich als Nissan Cherry Europe vermarktet wurde. Mit der Vermarktung des Nissan Pulsar N13 in Europa als Nissan Sunny N13 wurde der Cherry 1986 indirekt durch eine niedriger ausgestattete Version des Sunny abgelöst.

## Cherry 100A/120A, 1000 (E 10, 1970–1977)
Im Oktober 1970 begann der Verkauf des Cherry E10 in Japan. Er war das erste Modell von Nissan mit Frontantrieb.
Zu Beginn war eine zwei- oder viertürige Limousine verfügbar.
Den Antrieb übernahm der Datsun A-Vierzylinderottomotor mit hängenden Ventilen als 100A mit 1,0 Liter (33 kW/45 PS) und als 120A mit 1,2 Liter Hubraum (38 kW/52 PS), jeweils mit Viergang-Schaltgetriebe. Die Räder waren einzeln aufgehängt, vorn an Macphersonfederbeinen und Querlenkern und hinten an parallelen Schwingen und Schraubenfedern.
Die Form wurde auch „Lidstrich“ genannt durch die charakteristische Form der Seitenfenster, die der Form des Auges ähnelte. Das Styling der C-Säule und die Form der Dreiecksfenster orientierte sich an der Mode der 1960er-Jahre in den USA.
Kurz nach Produktionsstart begann der Export als Datsun 100A oder Datsun 120A je nach Motorgröße in einige europäischen Länder wie Großbritannien und als Datsun 1000 nach Ozeanien.
Im September 1971 folgte das dreitürige Kombicoupé mit einer optionalen Variante des 1,2 Liter mit Doppelvergaser und 59 kW/80 PS. Im März 1972 war dieser Motor auch für die 2-türige Limousine verfügbar. Auf Basis dieser wurde gleichzeitig ein Van genannter Kastenwagen/Kombi eingeführt, der sich durch die bis auf die Stoßstange reichende Heckklappe, andere Rückklappen, die entfallenden hinteren Seitenfenster beim Kastenwagen und ein anderes Fahrwerk unterschied. Gebaut wurde der Van in der Fujisawa Isuzu Motors Fabrik. Nissan und Isuzu arbeiteten bei Nutzfahrzeugen zusammen.
Im April 1972 wurde eine Rennversion des Coupés vorgestellt, und ab Juni 1972 wurde die Größe der vorderen und hinteren Stoßfänger, sowie die Rückleuchten der Limousinen geändert. Gegen Aufpreis war nun ein Dreistufen-Automatikgetriebe lieferbar.
Im Sommer 1973 erfolgte eine weitere Überarbeitung mit geändertem Kühlergrill und Scheinwerfern. Gleichzeitig startete der Verkauf der Modellreihe mit Ausnahme des Kastenwagens in Deutschland.
Im September 1974 startete der Nachfolger auf dem Heimatmarkt als „Cherry F-II“, aber das alte Modell wurde bis Mitte 1977 weiterproduziert. Limousine und Coupé werden als Einstiegsmodelle auf dem Heimatmarkt von Nissan angeboten. Anfang 1976 wird die Produktion bis auf die Limousinen eingestellt.

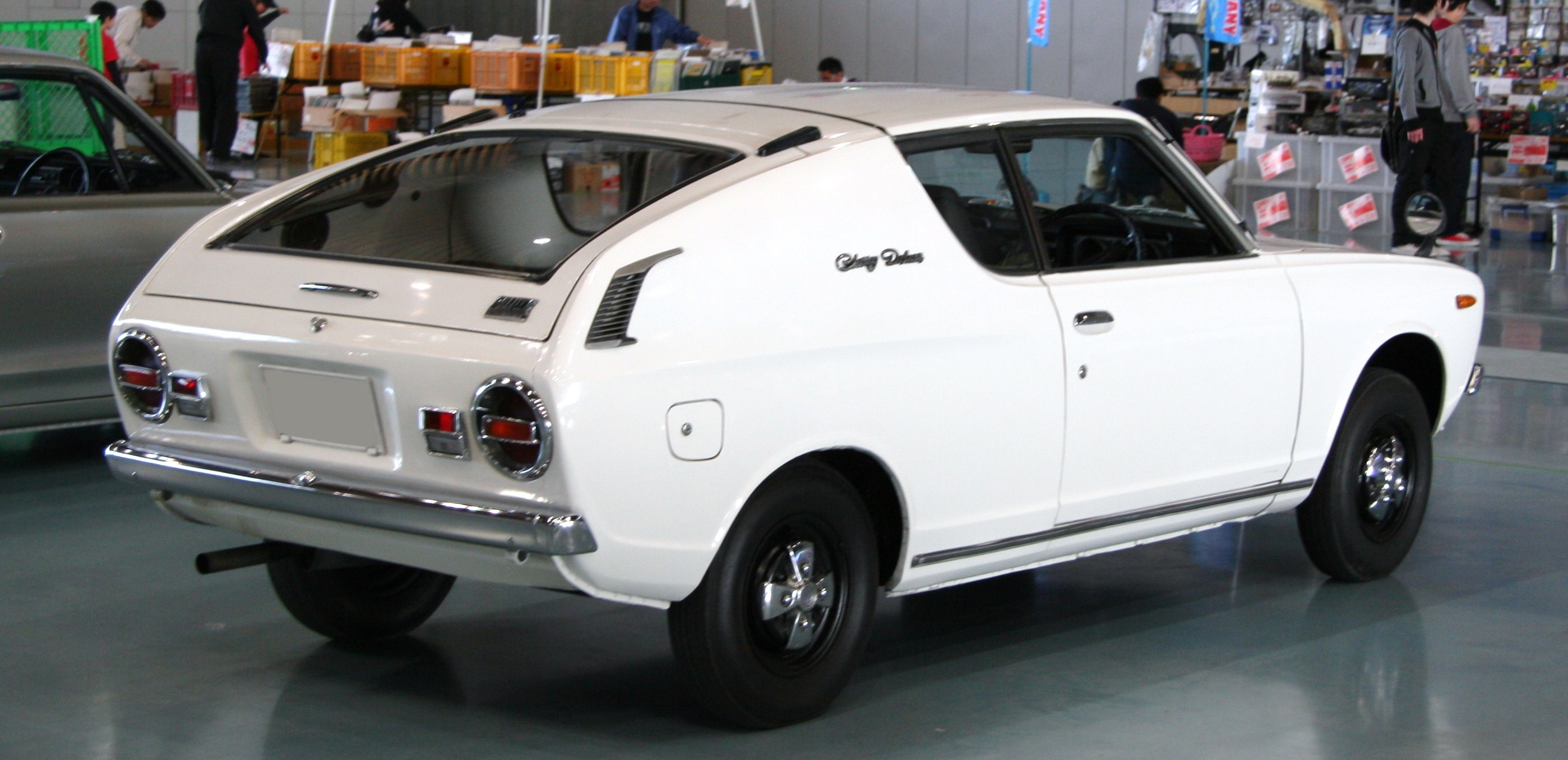
Datsun Cherry Coupé (1971–1973)
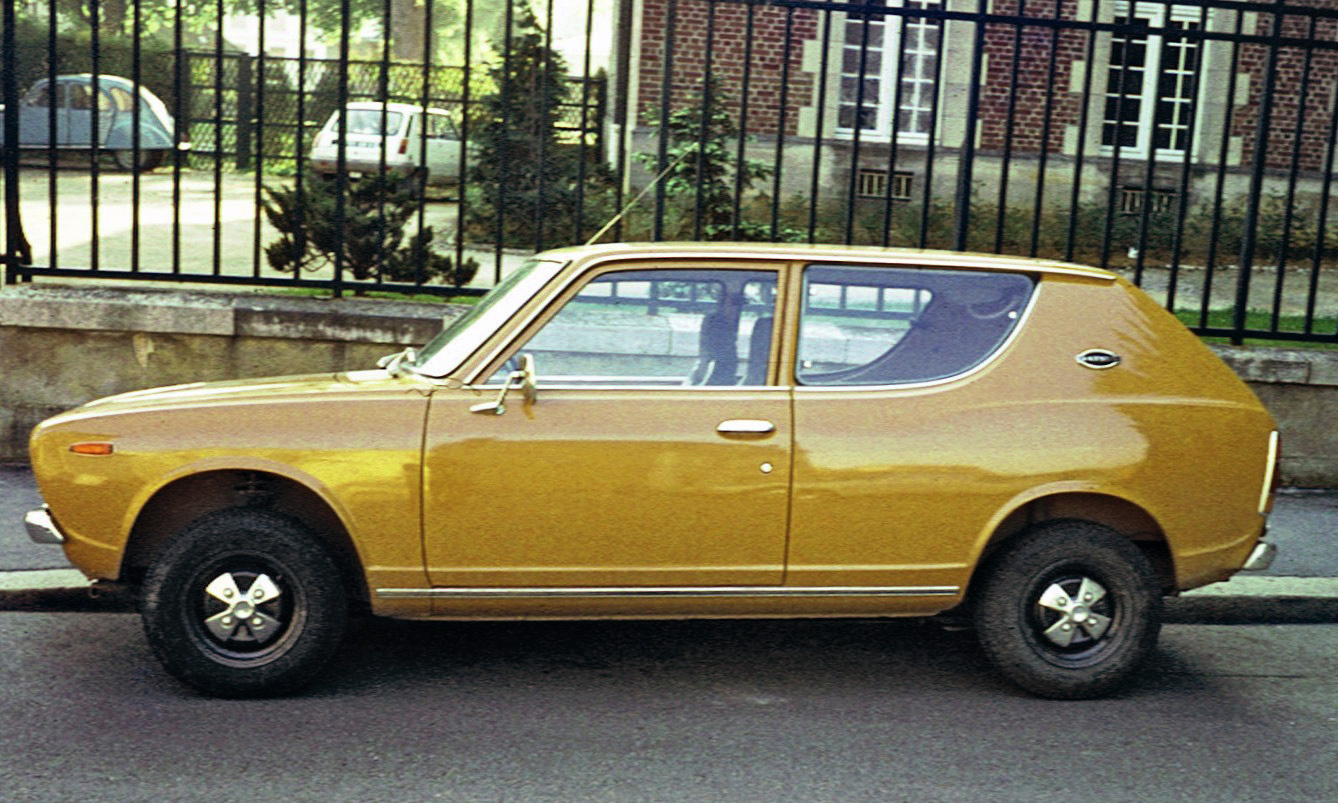
Datsun Cherry Kombi (1973–1977)
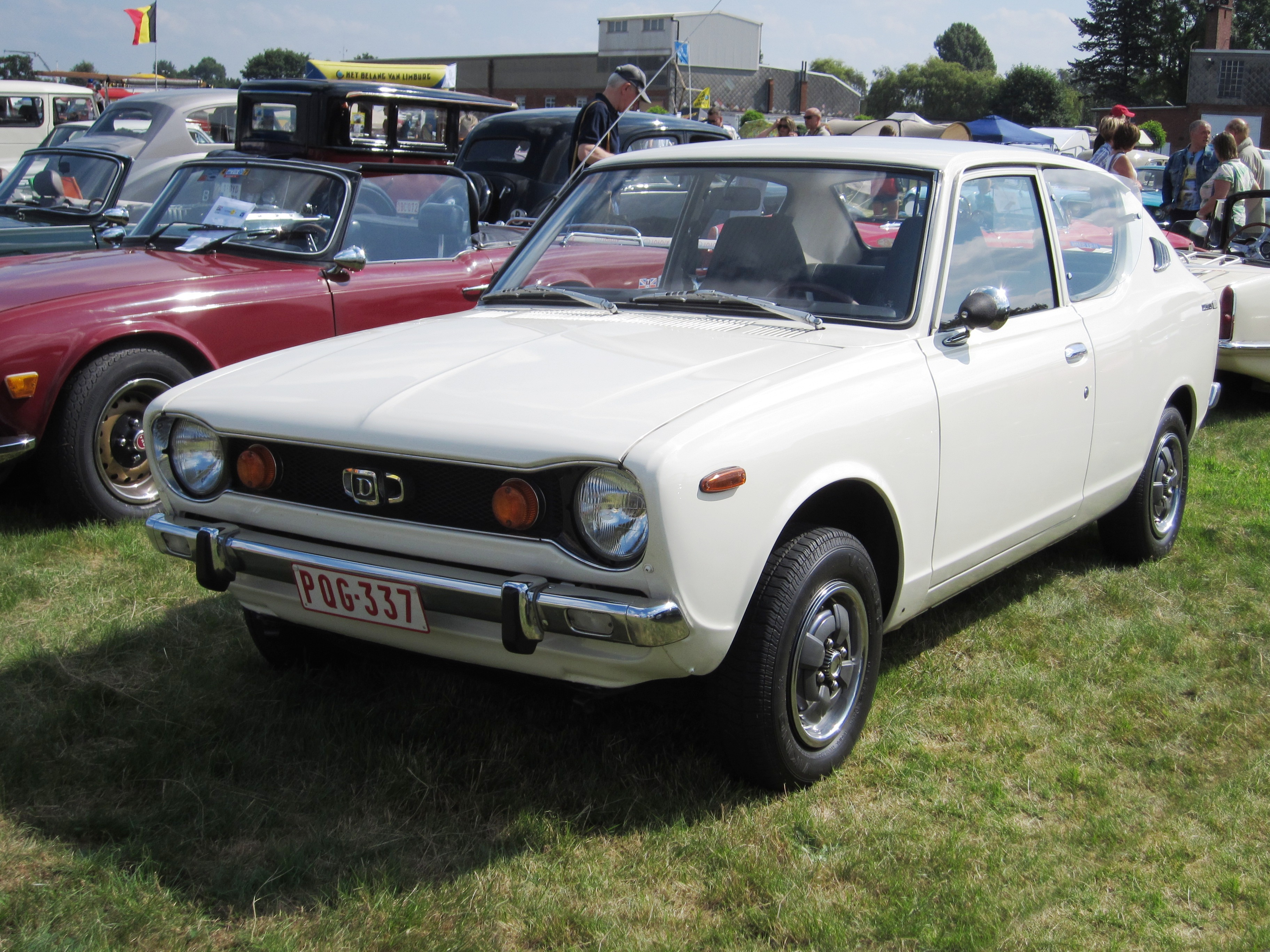
Datsun Cherry Limousine (1973–1977)

## Cherry F-II, 100A/120A F-II, 210  (F10, 1974–1978)
Der Nachfolger Cherry F-II (F10) startete im September 1974 auf dem Heimatmarkt. Technisch basiert der F-II auf dem E10 und das Design war ein wenig „barocker“ gestaltet. Das Design wird auf den Exportmärkten nur verhalten angenommen, weswegen der Export des Vorgängers fortgesetzt wird, teilweise auch parallel zum neuen Modell.
In der Grundauslegung und der Modellauswahl hatte sich kaum etwas verändert. Die Fahrzeuge waren etwas größer, da sie nun auch in Nordamerika als Datsun 210 (nur Coupe und Kombi) angeboten wurden. Deswegen wurde auch ein 1,4-Liter-Motor der A-Baureihe eingebaut, der 59 kW/80 PS leistete.
In Neuseeland wurde das Modell als viertürige Limousine 100A mit dem 1,0-Liter-Motor aus angelieferten Teilesätzen gefertigt. Es war damals das Modell mit dem kleinsten Motor auf dem Markt, selbst der Morris Mini hatte mit 998 cm³ mehr Hubraum. Gebaut wurde es hier bis Ende 1980, bis die Produktion des Cherry-N10-Schrägheckmodells begann.
Ende 1975 bringt eine Modellpflege unter anderem geänderte Radaufhängungen und neue Radabdeckungen.
Mit Einführung dieser Maßnahmen wird ab Februar 1976 auch in Deutschland der Cherry F-II eingeführt, als zwei- und viertürige Limousine, Kombicoupé und als Kombi. Der Cherry N10 wird noch parallel bis September 1977 mit dem 1,0-Liter-Motor als zwei- oder viertürige Limousine importiert.
Der Cherry F-II wurde im Januar 1977 mit neu gestaltetem Interieur und Scheinwerfern präsentiert. Er wird bis Juli 1978 weiter gebaut und bis September 1978 in Deutschland angeboten.

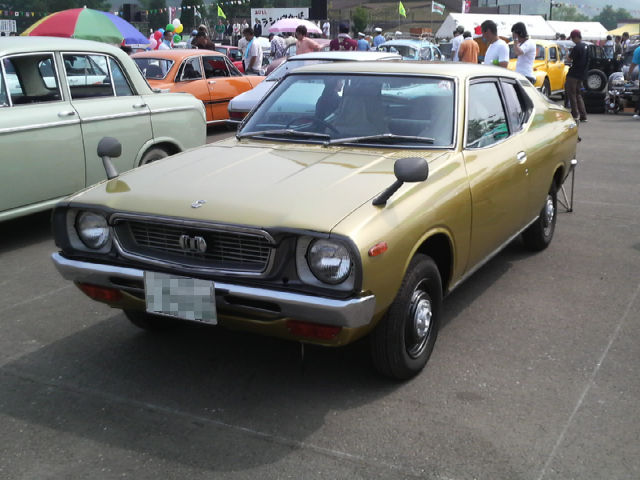
Datsun Cherry Kombicoupé

## Datsun Cherry, 100A-150A, 310 (N10, 1977–1983)
Mit Beginn der Modellreihe N 10 hatten sich die Vorzeichen geändert. Zum Jahresende 1977 debütierte die neue Generation als Nissan Pulsar auf dem Heimatmarkt.
Eigentlich plante man eine Version mit längs eingebautem Motor und Hinterradantrieb für aufstrebende Märkte, was sich in der langen Motorhaube des Pulsar / Cherry N10 bemerkbar macht, deswegen gab es auch den neuen Namen.
Gestartet als drei- und fünftürige Kombilimousine sowie dreitüriges Kombicoupé, dreitüriger Kastenwagen und fünftüriger Kombi folgen Anfang 1978 als Antwort auf den Erfolg des Toyota Sprinter, Honda Civic und Mazda 323 als Liftback-versionen des Cherry N10 auf dem Heimatmarkt als drei- sowie fünftürige Kombilimousine mit Schrägheck.
Im Sommer 1978 beginnt der Export, dabei heißt die Modellreihe in Australien und Malaysia Datsun Pulsar, ebenso wie in Südafrika, wo die Schrägheckmodelle nun auch produziert werden. In den verschiedensten Märkten in Europa und Asien wiederum Datsun Cherry N10 oder Datsun 100A-150A je nach Motorisierung. In den USA wiederum hieß die Modellreihe Datsun 310, das Kombicoupe jedoch Nissan Pulsar. In Kanada, wo Nissan die Modellreihe erst dann einführte, heißt sie Nissan Pulsar.
In Deutschland verkaufte Nissan das Kombicoupé Pulsar und die Schrägheckvarianten als Datsun Cherry N10 ab August 1978, ab Oktober auch den fünftürige Kombi. Die Limousine des Pulsar wird in Europa nicht angeboten, da hier der technisch weitgehend baugleiche Datsun Sunny im Angebot ist.
Zunächst stehen Motoren der A-Baureihe mit 1,0 Liter und 33 kW/45 PS, 1,2 Liter mit 38 kW/52 PS, sowie 1,4 Liter mit 59 kW/80 PS zur Verfügung. Letzterer wird in Deutschland nicht angeboten und der Kombi ausschließlich mit dem 1,2-l-Motor.
Ein Facelift erfolgt im Herbst 1980. Hierbei wird die Front überarbeitet mit neuem Kühlergrill und nun eckigen Scheinwerfern. Gleichzeitig ziehen die Ottomotoren der E-Serie in die Modellreihe ein. Sie haben obenliegende Nockenwellen und Gehäuse aus Leichtmetall, ebenfalls 1,0 l Hubraum und die gleiche Leistung von nun 36 kW/50 PS, der 1,3-Liter-Motor hat 44 kW/60 PS oder 51 kW/70 PS und speziell für die Kombis und Lieferwagen gab es einen 1,5-Liter-Motor mit 51 kW/70 PS. In Japan wird die Limousine mit den stärkeren Motoren als Nissan Langley vermarktet.
Ab Frühjahr 1981 gelangt die überarbeitete Version auch in den Export und parallel zu den anderen Modellen im Export trägt der Cherry nun in Europa die Bezeichnung Nissan-Datsun Cherry. In Deutschland gibt es nur den 1,3-Liter-Motor mit 44 kW/60 PS.
Im gleichen Jahr beginnt auch die Produktion des fünftürigen Schrägheckmodells in Neuseeland, das von dort bis 1983 in die USA und bis 1985 nach Australien, Malaysia und andere Märkte in Asien exportiert wird.
In Japan wird die Produktion der Pulsar-Limousine im April 1982  eingestellt, die des Kombicoupé im Dezember 1982, die der Schrägheck-Modelle im Juni 1983 und die des Kombi im Dezember 1983. Das Coupé und das Schrägheck werden bis September 1982 und der Kombi bis Dezember 1983 nach Deutschland importiert.

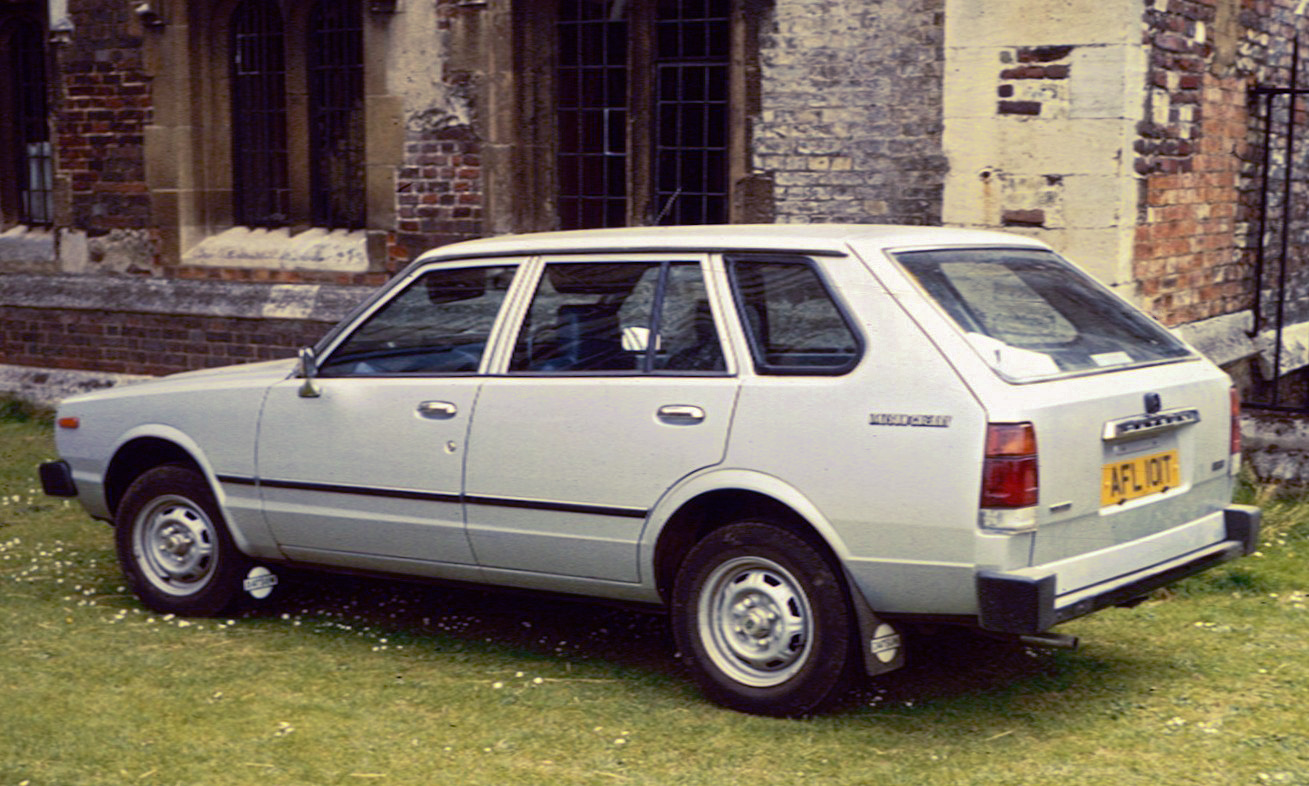
Datsun Cherry Kombi (1978–1980)
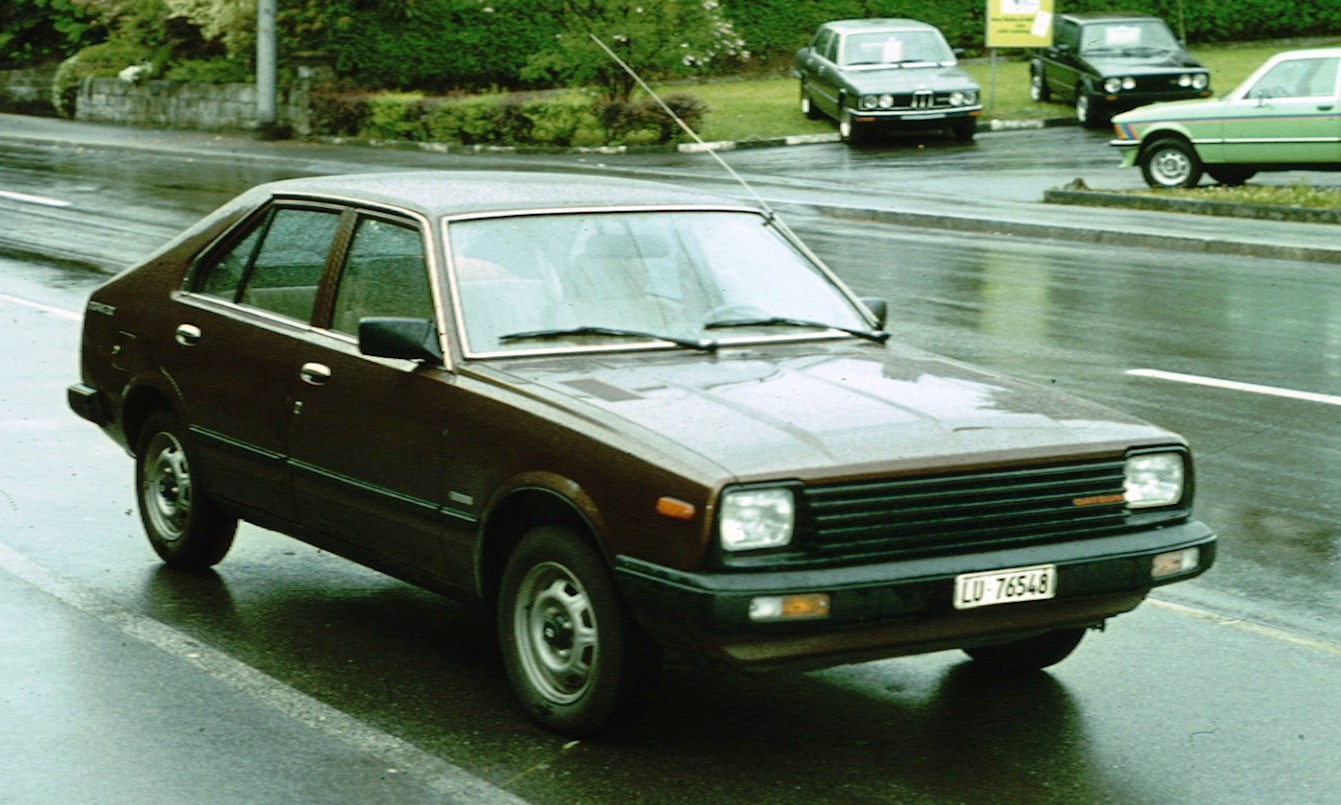
Datsun Cherry Schrägheck (1980–1983)
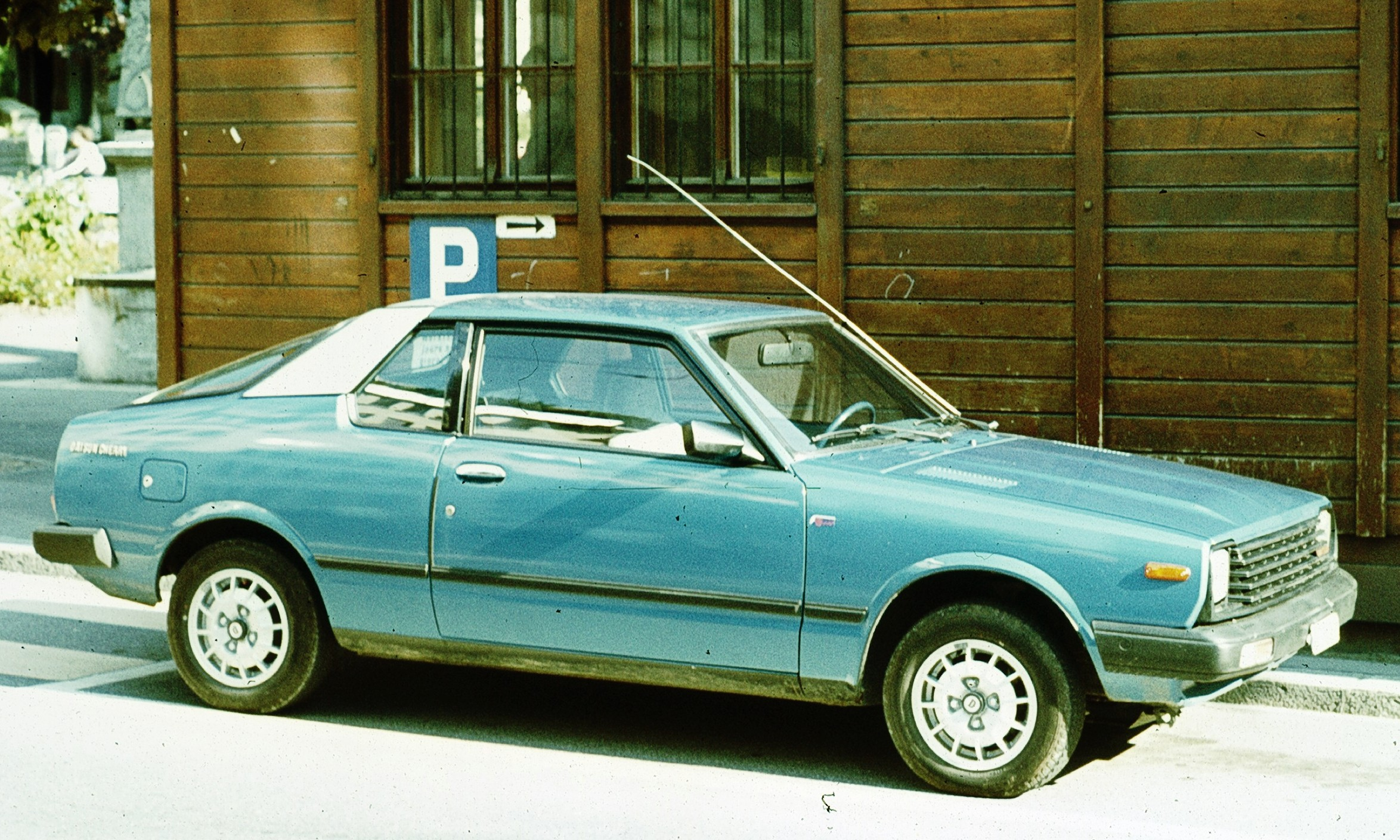
Datsun Cherry Coupé (1980–1983)

## Cherry (N12, 1982–1987)
Im April 1982 startet der Cherry (Code: N12) auf dem Heimatmarkt. Hierbei handelt es sich um eine weiter entwickelte Variante des Nissan Pulsar (N12) mit Schrägheck und drei oder fünf Türen. Der Nissan Pulsar ist wiederum eine höher positionierte Variante des Nissan Sunny B11, der in Nordamerika als Nissan Sentra angeboten wird. Dies bringt eine sowohl äußerlich als auch technisch bislang nicht vorhandene Nähe zwischen den Modellreihen.
Der Kombi und das dem Vorgänger ähnelnde Kombicoupé werden nun als Sunny B11 vermarktet und bereits seit Juni 1982 in Deutschland angeboten. Die Kombiversion des Vorgängers Cherry N10 wird noch bis Ende 1983 als preiswertere Variante zum Sunny Kombi angeboten. Der Lieferwagen wird durch den Nissan AD ersetzt. Parallel zum Heimatmarkt wird der Nissan Pulsar auch in Nordamerika angeboten. Speziell hierfür wird auch das Kombicoupé Pulsar EXA entwickelt, das aber nicht nach Europa importiert wird.
So war der Cherry N12 im Grunde nur noch die Schrägheckversion des Sunny B11 oder auch Pulsar N12 und verfügte daher auch weitgehend über dessen Motorenangebot. Neben den bekannten Motoren gab es ab Oktober 1982 auch erstmals im Cherry einen 1,7 Liter großer Vierzylinder-Dieselmotor, der 40 kW/54 PS leistete.
1982 schlossen Nissan und Alfa Romeo ein Joint Venture, woraus ab Sommer 1983 der Arna bzw. in einigen europäischen Märkten der Nissan Cherry Europe oder Nissan Cherry Spezial entstand. In Japan wurde dieser als Nissan Pulsar Milano vermarktet.
Ab Januar 1983 gab es daher nun einen Cherry Europa/Spezial mit einem 1,5-Liter-Ottomotor mit Turbolader und 77 kW/105 PS. Dieser Vierzylinder-Boxermotor kam von Alfa Romeo und war ab November 1983 auch ohne Turboaufladung mit 55 kW/75 PS erhältlich.
Im Herbst 1984 erfolgte ein Facelift mit neuer Front- und neuem Heck. Der Cherry wurde nun auch für GM gebaut und in Australien als Holden Astra verkauft.
Bereits 1985 endete das Joint Venture zwischen Nissan und Alfa Romeo. Der Abverkauf des Arna und des europäischen Cherry dauerte noch bis Ende 1986.
Ende 1986 wurde der Verkauf auf dem Heimatmarkt und in den meisten Exportmärkten eingestellt, während das Modell noch bis Oktober 1987 für Holden und einige Exportmärkte produziert wurde.

### Nissan Cherry (N12, Deutschland)
Der Import der drei- sowie fünftürigen Schräghecklimousine als Nissan Cherry N12 nach Deutschland begann im Oktober 1982 mit dem 1,3 l-Motor als GL zu einem Neupreis von 13795 DM bei Importende. Die ab November 1983 mit dem 1,5 l angebotene Variante Cherry N12 Special mit 75 PS kostete 14895 DM bei Importende.
Der Turbomotor wurde in Deutschland nicht angeboten, der Dieselmotor erst ab Juni 1985 zu einem Preis von 16195 DM bei Importende. Ab Anfang 1986 wurde noch ein zusätzlicher Ottomotor mit 1,6-Liter und Katalysator mit 54 kW/73 PS ins Angebot aufgenommen.
Ende 1986 wurde der Import eingestellt und das Schrägheckmodell des Pulsar N13 bzw. Sunny N13 übernahm die Nachfolge. Dafür wurde der 1,3-Liter-Motor als Basisvariante in die Sunny-Baureihe integriert, jedoch vorerst ohne Katalysator.

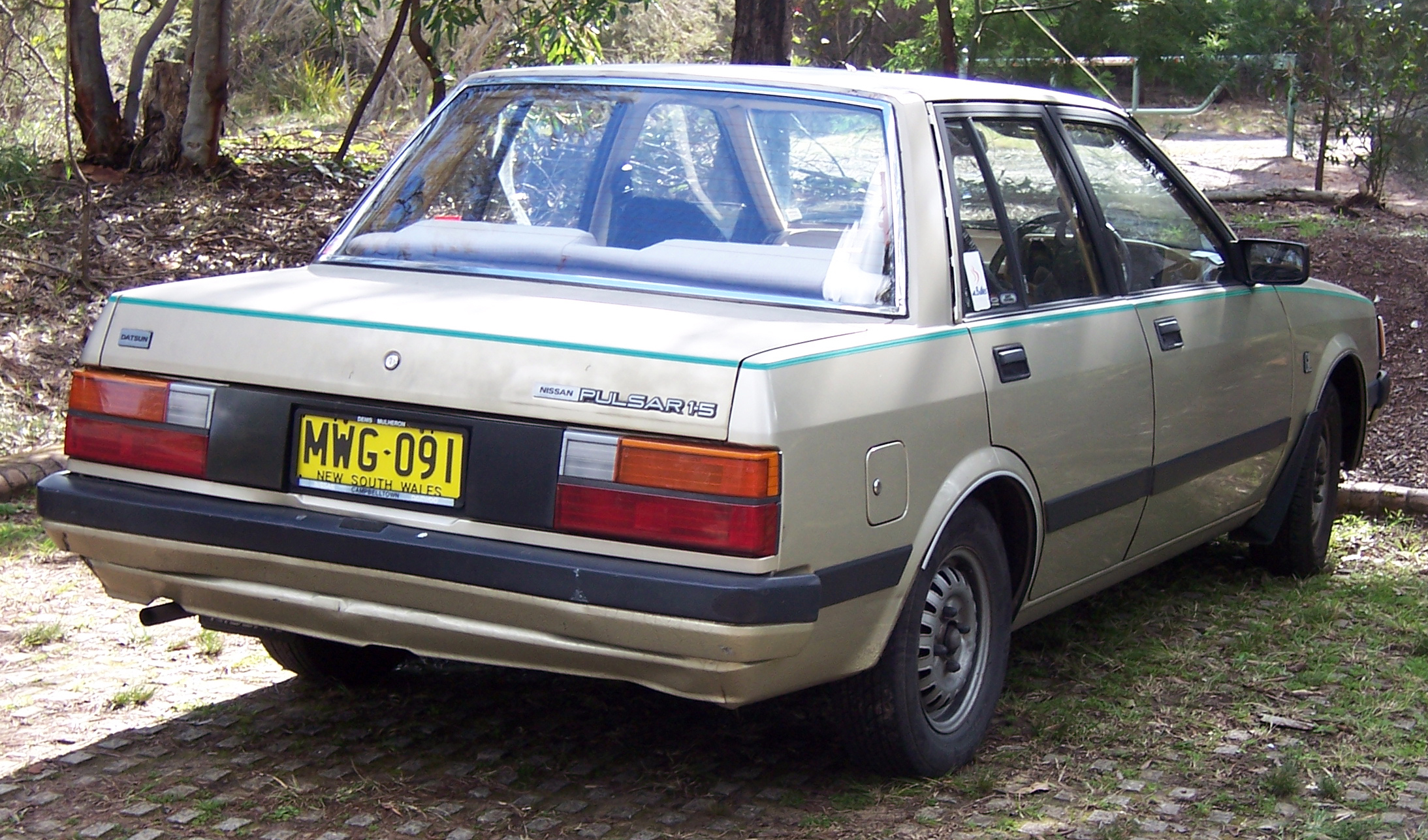
Nissan Pulsar Sedan (1982–1987)
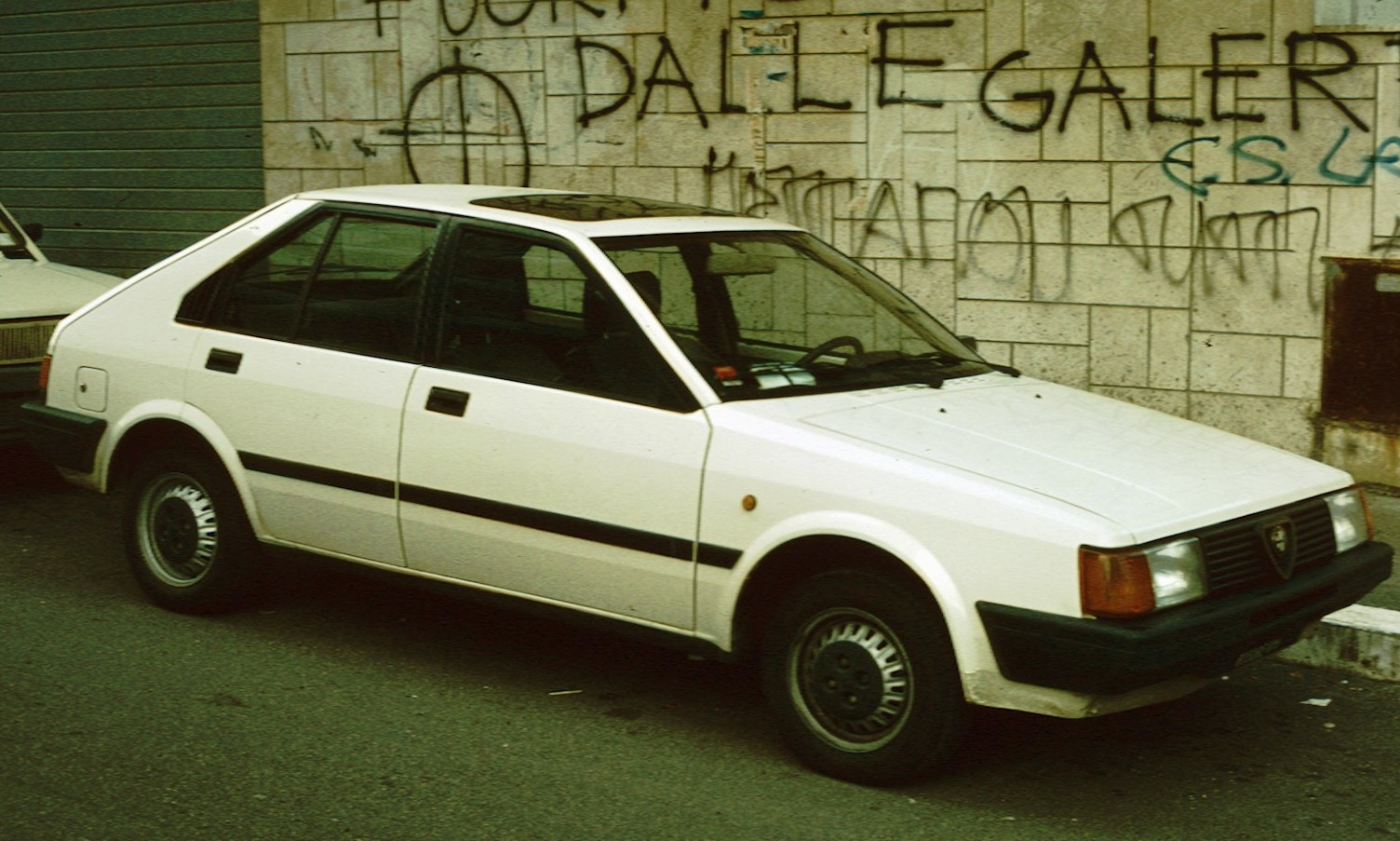
Alfa Romeo Arna (1983–1986)
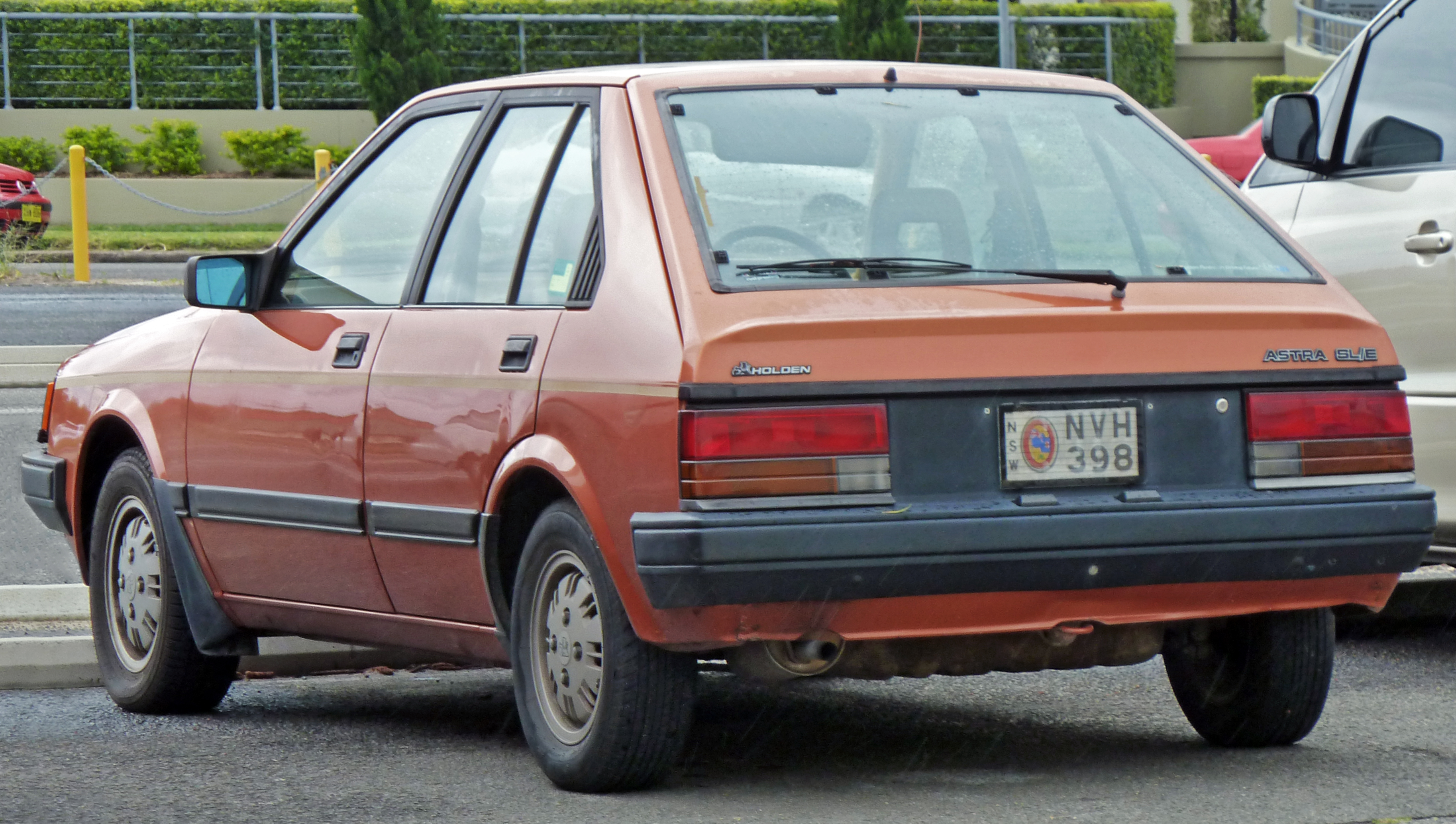
Holden Astra (1984–1986)

## Datentabelle
| Technische Daten Datsun/Nissan Cherry (1973/1985) | Technische Daten Datsun/Nissan Cherry (1973/1985)                                    | Technische Daten Datsun/Nissan Cherry (1973/1985)                                    | Technische Daten Datsun/Nissan Cherry (1973/1985)              | Technische Daten Datsun/Nissan Cherry (1973/1985)              | Technische Daten Datsun/Nissan Cherry (1973/1985)              |
| Datsun/Nissan Cherry:                             | 100A (1973)                                                                          | 120A (1973)                                                                          | GL (1985)                                                      | Special (1985)                                                 | Diesel (1985)                                                  |
| ------------------------------------------------- | ------------------------------------------------------------------------------------ | ------------------------------------------------------------------------------------ | -------------------------------------------------------------- | -------------------------------------------------------------- | -------------------------------------------------------------- |
| Motor:                                            | 4-Zylinder-Reihenmotor (Viertakt)                                                    | 4-Zylinder-Reihenmotor (Viertakt)                                                    | 4-Zylinder-Reihenmotor (Viertakt)                              | 4-Zylinder-Reihenmotor (Viertakt)                              | 4-Zylinder-Reihenmotor (Viertakt)                              |
| Hubraum:                                          | 988 cm³                                                                              | 1171 cm³                                                                             | 1261 cm³                                                       | 1477 cm³                                                       | 1667 cm³                                                       |
| Bohrung × Hub:                                    | 73 × 59 mm                                                                           | 73 × 70 mm                                                                           | 76 × 70 mm                                                     | 76 × 82 mm                                                     | 80 × 83,6 mm                                                   |
| Leistung bei 1/min:                               | 33 kW (45 PS) bei 6000                                                               | 38 kW (52 PS) bei 6000                                                               | 44 kW (60 PS) bei 5600                                         | 55 kW (75 PS) bei 5600                                         | 40 kW (54 PS) bei 4800                                         |
| Max. Drehmoment bei 1/min:                        | 85 Nm bei 4000                                                                       | 99 Nm bei 3600                                                                       | 100 Nm bei 3600                                                | 121 Nm bei 2800                                                | 100 Nm bei 2800                                                |
| Verdichtung:                                      | nicht angegeben                                                                      | nicht angegeben                                                                      | 9,0:1                                                          | 9,5:1                                                          | 22,2:1                                                         |
| Gemischaufbereitung:                              | 1 Fallstrom-Doppelvergaser                                                           | 1 Fallstrom-Doppelvergaser                                                           | 1 Einfachvergaser Hitachi                                      | 1 Einfachvergaser Hitachi                                      | Diesel-Einspritzpumpe                                          |
| Ventilsteuerung:                                  | OHV, Kette                                                                           | OHV, Kette                                                                           | OHC                                                            | OHC                                                            | OHC                                                            |
| Kühlung:                                          | Wasserkühlung mit Pumpe und Thermostat                                               | Wasserkühlung mit Pumpe und Thermostat                                               | Wasserkühlung mit Pumpe und Thermostat                         | Wasserkühlung mit Pumpe und Thermostat                         | Wasserkühlung mit Pumpe und Thermostat                         |
| Getriebe:                                         | 4-Gang-Getriebe, Knüppelschaltung Frontantrieb                                       | 4-Gang-Getriebe, Knüppelschaltung Frontantrieb                                       | 5-Gang-Getriebe a.W. (außer GL) Dreigangautomatik Frontantrieb | 5-Gang-Getriebe a.W. (außer GL) Dreigangautomatik Frontantrieb | 5-Gang-Getriebe a.W. (außer GL) Dreigangautomatik Frontantrieb |
| Radaufhängung vorn:                               | MacPhersonachse: Federbeine, Querlenker, Stabilisator                                | MacPhersonachse: Federbeine, Querlenker, Stabilisator                                | MacPhersonachse: Federbeine, Querlenker, Stabilisator          | MacPhersonachse: Federbeine, Querlenker, Stabilisator          | MacPhersonachse: Federbeine, Querlenker, Stabilisator          |
| Radaufhängung hinten:                             | Längsschwingarme, Schraubenfedern Kombi: Starrachse mit halbelliptischen Blattfedern | Längsschwingarme, Schraubenfedern Kombi: Starrachse mit halbelliptischen Blattfedern | Längsschwingarme, Schraubenfedern                              | Längsschwingarme, Schraubenfedern                              | Längsschwingarme, Schraubenfedern                              |
| Bremsen:                                          | Scheiben vorne, Trommeln hinten                                                      | Scheiben vorne, Trommeln hinten                                                      | Scheiben vorne, Trommeln hinten                                | Scheiben vorne, Trommeln hinten                                | Scheiben vorne, Trommeln hinten                                |
| Lenkung:                                          | Zahnstangenlenkung                                                                   | Zahnstangenlenkung                                                                   | Zahnstangenlenkung                                             | Zahnstangenlenkung                                             | Zahnstangenlenkung                                             |
| Karosserie:                                       | Stahlblech, selbsttragend                                                            | Stahlblech, selbsttragend                                                            | Stahlblech, selbsttragend                                      | Stahlblech, selbsttragend                                      | Stahlblech, selbsttragend                                      |
| Spurweite vorn/hinten:                            | 1270/1235 mm                                                                         | 1270/1235 mm                                                                         | 1395/1385 mm                                                   | 1395/1385 mm                                                   | 1395/1385 mm                                                   |
| Radstand:                                         | 2335 mm                                                                              | 2335 mm                                                                              | 2415 mm                                                        | 2415 mm                                                        | 2415 mm                                                        |
| Abmessungen:                                      | 3610 × 1490 × 1380 mm                                                                | 3610 × 1490 × 1380 mm                                                                | 3995 × 1620 × 1385 mm                                          | 3995 × 1620 × 1385 mm                                          | 3995 × 1620 × 1385 mm                                          |
| Leergewicht:                                      | 650–670 kg                                                                           | 650–670 kg                                                                           | 845 kg                                                         | 860 kg                                                         | 950 kg                                                         |
| Höchstgeschwindigkeit:                            | 140 km/h                                                                             | 150 km/h                                                                             | 153 km/h                                                       | 165 km/h                                                       | 145 km/h                                                       |
| 0–100 km/h:                                       | nicht angegeben                                                                      | nicht angegeben                                                                      | 14,4 s                                                         | 12,9 s                                                         | nicht angegeben                                                |
| Verbrauch (Liter/100 Kilometer):                  | 7–10 S                                                                               | 8–11 S                                                                               | 6,9 N                                                          | 6,9 S                                                          | 6,0 D                                                          |
| Preis (DM) SFr:                                   | -- 8.350–8.750                                                                       | -- --                                                                                | 13.350 n. a.                                                   | 14.495 n. a.                                                   | 15.495 n. a.                                                   |